# Sokołów (rejon stryjski)
Sokołów – dawna wieś na Ukrainie w rejonie stryjskim obwodu lwowskiego.

## Historia
Przez 500 lat gniazdo rodowe Dzieduszyckich. W 1921 roku Sokołów był miasteczkiem liczącym 698 mieszkańców. W II Rzeczypospolitej do 1934 samodzielna gmina jednostkowa. Następnie należała do zbiorowej wiejskiej gminy Sokołów w powiecie stryjskim w woj. stanisławowskiem, której była siedzibą. 
W latach 1941-1944 nacjonaliści ukraińscy z OUN-UPA zamordowali tutaj ok. 100 Polaków, głównie w lipcu 1941 r. oraz w nocy z 1 na 2 kwietnia i w lipcu 1944 r, rabując i paląc ok. 145 polskich gospodarstw.
Po wojnie wieś weszła w struktury administracyjne Związku Radzieckiego.

## Zamek i dwór
- zamek Sokołowie wybudowany w latach 1533-1556 przez Jana Dzieduszyckiego na wyspie otoczonej wodą. Zamek został spalony w XVII w. w trakcie wojen Chmielnickiego. Podniesiony z ruin istniał do XVIII w.[1]
- dwór w Sokołowie – piętrowa willa wybudowany na miejscu zamku pod koniec XVIII w. po rozebraniu murów dawnej warowni. Z zespołu do XX w. ocalała drewniana oficyna zwieńczona dachem czterospadowym[1]

## Urodzeni w Sokołowie
- Leon Izdebski (ur. 1897), porucznik administracji Wojska Polskiego
- Antoni Kaflowski (ur. 1892), major piechoty Wojska Polskiego